# Knut Aronsen
Knut Aronsen (...) è un ex sciatore alpino norvegese.

## Biografia
Ai Campionati norvegesi Aronsen vinse la medaglia d'argento nella combinata nel 1982 e quella d'oro nello slalom gigante nel 1983; in seguito perse parte circuito universitario nordamericano (NCAA). Non prese parte a rassegne olimpiche né ottenne piazzamenti in Coppa del Mondo o ai Campionati mondiali.

## Palmarès

### Campionati norvegesi
- 2 medaglie[senza fonte] (dati parziali fino alla stagione 1981-1982):
  - 1 oro (slalom gigante nel 1983)[2]
  - 1 argento (combinata nel 1982)[senza fonte]